# Eudoxia Lopoechina
Eudoxia Lopoechina (Russisch: Евдоки́я Лопухина) of Eudoxia Fjodorovna Lopoechina (Russisch: Евдоки́я Фёдоровна Лопухина) (Moskou, 9 augustus 1669 — aldaar, 7 september 1731), was de dochter van Fjodor Lopoechin en Ustinia Rtishcheva.

## Leven
Op 6 februari 1689 trouwde Eudoxia met tsaar Peter I (Peter de Grote) en werd tsarina. Met Peter kreeg ze drie zonen. Haar eerste zoon was Aleksej Petrovitsj van Rusland die in 1690 werd geboren. In 1691 kreeg ze haar tweede zoon: Alexander Petrovitsj. Alexander stierf in 1692 en in 1693 werd Paul Petrovitsj geboren, die hetzelfde jaar nog stierf. Eudoxia werd in 1698 door Peter opgesloten in een klooster waar hij al eerder zijn zus Sofia had opgesloten. Dit deed hij omdat een echtscheiding onmogelijk was. In 1721 trouwde Peter opnieuw maar nu met Martha Skavronskaja, de latere tsarina Catharina I. Eudoxia stierf op 7 september 1731 te Moskou. Ze was de grootmoeder van de in 1730 overleden tsaar Peter II.